# 大谷鬼若
大谷 鬼若（おおたに きじゃく、1878年9月30日 - 1941年7月28日）は、日本の元俳優、元歌舞伎役者である。本名今西 友次郎（いまにし ともじろう）。旧芸名は大谷 友太郎（おおたに ともたろう）、俳号は大江山（おおえやま）。サイレント映画の時代に、尾上松之助の主演映画の名悪役として知られた。

## 人物・来歴
1878年（明治11年）9月30日、京都府京都市に生まれる。実父の澤田與七（吉田源七）は西陣の機業家であったが、実母の私生児として生まれ、祖父母に育てられる。
旧制小学校の子ども時代から芝居が好きで、6歳下の弟とともに親に懇願したが聞き入れてもらえず、数え年16歳になる1893年（明治26年）8月、歌舞伎役者四代目市川市十郎の教えを受け、当時岐阜県安八郡大垣町（現在の同県大垣市）に住んでいた大谷友松のもとへ弟とともに家出をして入門、弟ともどもその門人となり、大谷友太郎を名乗って舞台に立った。弟は中村仙太郎を名乗ったが、その後、数え年28歳で病没している。
その後、師のもとを離れて、大谷鬼若を名乗って四国・九州地方を巡業し、数え年27歳になる1904年（明治37年）、京都府京都市にあった千本座に出演し、同座を経営する牧野省三と知り合う。1909年（明治42年）には横田商会に入社、おもに尾上松之助が主演するサイレント映画に助演した。1912年（大正元年）9月10日、横田商会は福宝堂、吉澤商店、M・パテー商会との合併で日活になり、横田商会の「法華堂撮影所」は「日活関西撮影所」（通称・日活京都撮影所）と改称し、大谷は継続的に同撮影所に所属した。同年、長女で一人娘の富見子が誕生する。大谷は、松之助映画に欠かせない悪役俳優となり、娘は「悪役の娘」であることを男子にからかわれた経験をのちに回想している。
1923年（大正12年）に発行された『現代俳優名鑑』（揚幕社）によれば、当時、大谷は京都市上京区五辻通七本松西入ル西柳町5番地に住み、身長は5尺3寸（約160.6センチメートル）、体重15貫匁（約56.3キログラム）、妻・長女あり、常用煙草は「ゴールデンバット」を1日5箱というヘヴィスモーカーであった。幡随院長兵衛を崇拝し、自選の代表作は『仮名手本忠臣蔵』（監督牧野省三）における斧定九郎役であるという。1926年（大正15年）9月11日に松之助が死去し、大谷も同年を最後に日活を去り、牧野省三の経営するマキノ・プロダクションに移籍した。1929年（昭和4年）7月25日に牧野も死去し、満51歳となっなる同年11月22日に公開された『大逆倫』（監督勝見正義）を最後に、同社を退社、映画界からも引退した。
晩年も五辻通七本松西入ルに暮らし、骨董商を営み俳句を嗜んだ。1941年（昭和16年）7月28日、脳溢血のため自宅で死去した。満62歳没。『日本映画俳優全集・男優編』（キネマ旬報社）によれば、同書が発行された1979年（昭和64年）の時点では、大谷の長女・富見子は同地に健在であったという。
関西地方を拠点に活動していたコピーライター・今西慧（1936年 - 1991年）は、大谷の孫にあたる。

## フィルモグラフィ
クレジットはすべて「出演」である。公開日の右側には役名、および東京国立近代美術館フィルムセンター（NFC）、マツダ映画社所蔵等の上映用プリントの現存状況についても記す。同センター等に所蔵されていないものは、とくに1940年代以前の作品についてはほぼ現存しないフィルムである。資料によってタイトルの異なるものは併記した。

### 横田商会
すべて製作・配給は「横田商会」、すべてサイレント映画である。
- 『忠臣蔵』 : 監督牧野省三、1912年2月15日公開 - 脇坂淡路守・村上喜剣・そばや親爺（三役）、42分尺で現存（NFC所蔵[10]）
- 『佐倉宗五郎』 : 監督不明、1912年3月31日公開[1][6]

### 日活京都撮影所
特筆以外すべて製作は「日活京都撮影所」、配給は「日活」、すべてサイレント映画である。
- 『鬼小町』 : 監督不明、1913年6月1日公開 - 弁慶の丑松[4]
- 『文福茶釜』 : 監督吉山旭光、監督補牧野省三、1915年2月製作・公開
- 『加賀鳶』 : 監督不明、1915年4月製作・公開
- 『夕立紋三』 : 監督不明、1915年4月製作・公開
- 『野晒悟介』（『野晒吾助』『野晒悟助』[9]） : 監督牧野省三、1915年6月製作・公開
- 『三人吉三』 : 監督不明、1916年3月製作・公開
- 『鬼薊梅吉』 : 監督不明、1916年5月製作・公開
- 『怪僧伝達』 : 監督不明、1916年8月1日公開
- 『寛永三馬術曲垣平九郎』 : 監督不明、1916年8月15日公開
- 『怪傑鬼童丸』（『御獄鬼童丸』） : 監督不明、1916年8月製作・公開
- 『犬山刑部』 : 監督牧野省三、1916年9月5日公開
- 『魯智深権左』 : 監督辻吉郎、1916年9月10日公開
- 『御三家三勇士』 : 監督不明、1916年10月15日公開
- 『雪駄直し長五郎』 : 監督不明、1916年10月24日公開
- 『日月太郎』 : 監督不明、1916年11月14日公開
- 『堀のお梅』 : 監督不明、1916年11月25日公開
- 『来島玄蕃』 : 監督不明、1916年12月7日公開
- 『越前騒動』 : 監督不明、1916年12月10日公開
- 『吉岡兼房』 : 監督小林弥六、1916年12月15日公開
- 『河内山と直侍』 : 監督不明、1916年12月18日公開
- 『牛若丸』 : 監督不明、1916年12月31日公開
- 『穴山小助』 : 監督不明、1916年12月31日公開
- 『狸穴御殿』 : 監督小林弥六、1917年1月14日公開
- 『朝比奈三郎』 : 監督不明、1917年1月14日公開
- 『釣鐘弥五郎』（『釣鐘弥左衛門』[9]） : 監督不明、1917年1月26日公開
- 『信田の狐』（『信田狐鬼の団平』[9]） : 監督不明、1917年1月31日公開
- 『親不知の仇討』 : 監督不明、1917年2月7日公開
- 『うぐひす塚』（『佐々木源之丞』） : 監督不明、1917年2月11日公開
- 『真田獅子王丸』（『真田獅子丸』[9]） : 監督不明、1917年2月15日公開
- 『尾張大八』 : 監督不明、1917年3月10日公開
- 『二代目児雷也』（『二代目自雷也』[9]） : 監督不明、1917年3月11日公開
- 『元禄快挙 十二時忠臣蔵』（『十二段忠臣蔵』[9]） : 監督牧野省三、原作河竹黙阿弥、1917年3月15日公開 - 高田軍平・堀部安兵衛（二役）
- 『御所の五郎蔵』 : 監督辻吉郎、1917年3月25日公開
- 『豪傑宮部熊太郎』（『宮部熊太郎』[9]） : 監督小林弥六、1917年3月28日公開
- 『金時金太』 : 監督沼田紅緑、1917年4月7日公開
- 『佐賀三勇士』（『鍋島怪猫』[9]） : 監督不明、1917年4月14日公開
- 『血の池地獄』 : 監督小林弥六、1917年4月23日公開
- 『弘法太次郎』（『弘法大次郎』[9]） : 監督不明、1917年4月30日公開
- 『奴の小さん』（『奴の小三』[9]） : 監督不明、脚本高橋筑峰、1917年5月10日公開
- 『小金井小次郎』 : 監督不明、1917年5月10日公開
- 『鎌倉百鬼殿』[7][9]（『鎌倉怪鬼殿』[7]） : 監督不明、1917年5月11日公開
- 『振袖三平』 : 監督不明、1917年5月20日公開
- 『唐犬権兵衛』 : 監督不明、1917年5月20日公開
- 『春雨重三』[7][9]（『鬼殺重三』[9]） : 監督不明、1917年5月21日公開
- 『鬼若九郎江戸城荒し』 : 監督不明、1917年6月1日公開
- 『郷の虎丸』 : 監督辻吉郎、1917年6月1日公開
- 『御金蔵小判四千両』 : 監督不明、1917年6月1日公開
- 『桂川力蔵』 : 監督不明、1917年6月11日公開
- 『三荘太夫』（『三壮太夫』[9]） : 監督不明、1917年6月11日公開
- 『水戸黄門漫遊記の一国女』（『水戸黄門一国女』[9]） : 監督不明、1917年6月11日公開
- 『江戸虎』[7]（『江戸屋虎五郎』[7][9]） : 監督不明、1917年6月20日公開
- 『いかるが平次』（『斑鳩平次』[9]） : 監督不明、1917年6月21日公開
- 『仁王長五郎』 : 監督不明、1917年6月21日公開
- 『駿河大納言と馬丁次郎吉』（『馬丁次郎吉』[9]） : 監督不明、1917年6月30日公開
- 『弁天小僧』（『弁天小僧菊之助』[9]） : 監督不明、1917年7月13日公開
- 『岩見重太郎』 : 監督不明、1917年7月13日公開
- 『怪談乳房榎』[7]（『乳房榎 武田源八郎』[7][9]） : 監督不明、1917年7月13日公開
- 『お祭佐七』 : 監督小林弥六、1917年7月21日公開
- 『鬼殺重蔵』[7]（『鬼殺重三』『春雨重三』[9]） : 監督不明、1917年7月21日公開
- 『名槍高田又兵衛』（『高田又兵衛』[9]） : 監督牧野省三、1917年7月22日公開
- 『本町小町』 : 監督不明、1917年8月1日公開
- 『天下の糸平』 : 監督不明、1917年8月1日公開
- 『荒五郎茂兵衛』 : 監督不明、1917年8月12日公開
- 『元禄五人男』 : 監督不明、1917年8月22日公開
- 『揚巻助六』 : 監督小林弥六、1917年8月24日公開
- 『仙石騒動』 : 監督不明、1917年9月5日公開
- 『今戸大八』 : 監督不明、1917年9月9日公開
- 『鞍馬神之助』 : 監督不明、1917年9月20日公開
- 『大村益二郎』（『大村益次郎』[9]） : 監督牧野省三、1917年9月23日公開
- 『五変化菊松』 : 監督不明、1917年10月1日公開
- 『幽霊半之丞』 : 監督小林弥六、1917年10月6日公開
- 『仮名手本忠臣蔵』（『假名手本忠臣蔵』[9]） : 監督牧野省三、原作竹田出雲、1917年10月14日公開 - 斧定九郎
- 『谷風梶之助』 : 監督小林弥六、1917年10月18日公開
- 『安政三組盃 津の国屋小染』（『安政三組盃』[9]） : 監督不明、1917年10月29日公開
- 『夏目千太郎』 : 監督小林弥六、1917年10月29日公開
- 『笹川繁蔵』 : 監督不明、1917年11月8日公開
- 『犬公方』 : 監督不明、1917年11月9日公開
- 『小幡小平太』（『小幡小平次』[9]） : 監督不明、1917年11月22日公開
- 『天狗騒動』 : 監督不明、1917年11月26日公開
- 『会津の小鉄』 : 監督不明、1917年12月2日公開
- 『秩父大八郎』 : 監督不明、1917年12月4日公開
- 『竜神灘右衛門』 : 監督不明、1917年12月12日公開
- 『よ組秀五郎』 : 監督不明、1917年12月30日公開
- 『三人源吾』 : 監督不明、1917年12月31日公開
- 『鼠小僧猫塚』 : 監督不明、1918年1月12日公開
- 『長吉長五郎』 : 監督不明、1918年1月21日公開
- 『天狗金助』（『天狗小僧金助』[9]） : 監督不明、1918年2月1日公開
- 『まぼろし大名』 : 監督不明、原作舟橋碧川、1918年2月10日公開
- 『信夫常吉』（『信夫の常吉』[9]） : 監督沼田紅緑、1918年2月10日公開
- 『安田作兵衛』 : 監督不明、原作舟橋碧川、1918年2月19日公開
- 『永井源三郎』 : 監督不明、原作舟橋碧川、1918年2月21日公開
- 『お六櫛』 : 監督不明、原作舟橋碧川、1918年3月1日公開
- 『隅田川の仇討』（『隅田川大仇討』[9]） : 監督牧野省三、1918年3月1日公開
- 『豊大閤栄華物語』 : 監督不明、1918年3月6日公開
- 『一寸徳兵衛』 : 監督沼田紅緑、1918年3月9日公開
- 『天草四郎』 : 監督不明、1918年3月19日公開
- 『大久保彦左衛門』 : 監督不明、1918年3月20日公開
- 『先代萩』 : 監督牧野省三、1918年3月29日公開
- 『木内宗吾之伝』 : 監督不明、1918年4月1日公開
- 『現八と大角』 : 監督不明、原作滝沢馬琴、脚本舟橋碧川、1918年4月13日公開
- 『御所金五郎』 : 監督不明、1918年4月14日公開
- 『二葉の松』 : 監督不明、1918年4月15日公開
- 『笹野権三郎』[7][9]（『槍の権三郎』[7]『槍の権三』[9]） : 監督小林弥六、原作・脚本高橋筑峰、1918年4月25日公開
- 『塩原多助』 : 監督不明、1918年4月30日公開
- 『お園六三』 : 監督小林弥六、原作・脚本高橋筑峰、1918年5月4日公開
- 『出雲怪談』 : 監督不明、原作・脚本舟橋碧川、1918年5月5日公開
- 『相馬大作』 : 監督不明、1918年5月13日公開
- 『駒沢治郎左衛門』 : 監督不明、脚本舟橋碧川、1918年5月14日公開
- 『鬼小島弥太郎』 : 監督小林弥六、脚本高橋筑峰、1918年5月14日公開
- 『武蔵屋辰五郎』（『新蔵兄弟』） : 監督不明、脚本高橋筑峰、1918年5月24日公開
- 『御前の仇討』[7]（『金谷五郎』[7][9]） : 監督不明、脚本舟橋碧川、1918年5月25日公開
- 『猿飛佐助』（『若年の猿飛佐助』[9]） : 監督不明、1918年5月26日公開
- 『牛若小金吾と玉川お芳』（『玉川お芳』[9]） : 監督不明、原作高橋筑峰、1918年6月1日公開
- 『毛利太郎』 : 監督不明、1918年6月6日公開
- 『関東七人男』 : 監督不明、脚本舟橋碧川、1918年6月15日公開
- 『女人堂の仇討』（『女人堂仇討』[9]） : 監督不明、脚本舟橋碧川、1918年6月15日公開
- 『鎖鎌孝女の仇討』 : 監督牧野省三、脚本高橋筑峰、1918年6月15日公開
- 『飛び加藤』[7]（『加藤弥助』[7][9]） : 監督不明、1918年6月18日公開
- 『忠臣蔵七人いろは』 : 監督不明、1918年6月30日公開 - 間重次郎・斧定九郎（二役）
- 『竹中半兵衛』 : 監督不明、1918年7月1日公開
- 『十文字秀五郎』 : 監督牧野省三、1918年7月1日公開
- 『九尾の狐』 : 監督不明、1918年7月14日公開
- 『山中鹿之助』 : 監督小林弥六、1918年7月14日公開
- 『丸橋忠弥』 : 監督牧野省三、1918年7月18日公開
- 『多賀兄弟の仇討』（『多賀兄弟』[9]） : 監督小林弥六、1918年7月18日公開
- 『堀部安兵衛』 : 監督不明、1918年7月18日公開
- 『大蛇のお長』[7][9]（『うはばみのお長』[9]） : 監督不明、1918年7月27日公開
- 『国定忠次』（『国定忠治』[9]） : 監督不明、1918年7月29日公開
- 『怪力真吉』 : 監督不明、原作・脚本舟橋碧川、1918年8月8日公開
- 『曾呂利新左衛門』 : 監督不明、原作・脚本高橋筑峰、1918年8月9日公開
- 『幡随院長兵衛』 : 監督不明、1918年8月31日公開
- 『四谷怪談』[7][9]（『実録お岩』[7][9]） : 監督不明、1918年8月31日公開
- 『片山万蔵』 : 監督不明、脚本高橋筑峰、1918年8月製作・公開
- 『安中草三』 : 監督小林弥六、1918年8月製作・公開
- 『に組の喧嘩』 : 監督不明、1918年9月11日公開
- 『大力角兵衛』 : 監督不明、原作大河内翠山、1918年9月15日公開
- 『日蓮上人一代記』 : 監督小林弥六、1918年10月1日公開
- 『北条時頼と佐野源佐衛門』（『佐野源佐衛門』[9]） : 監督不明、1918年10月1日公開
- 『荒木又右衛門』 : 監督牧野省三、1918年10月15日公開
- 『今戸の十人斬』 : 監督不明、1918年10月18日公開
- 『日本銀次』 : 監督辻吉郎、1918年11月3日公開
- 『大石内蔵之助実伝』 : 監督不明、1919年6月1日公開 - 寺坂吉衛門・浅野長友公（二役）
- 『雷電為右衛門』 : 監督不明、1919年8月14日公開[9]
- 『佐野鹿十郎』 : 監督不明、1919年9月10日公開
- 『火の玉典膳』 : 監督不明、1919年9月21日公開
- 『祐天吉松』 : 監督不明、1919年9月24日公開
- 『梁川庄八』 : 監督不明、1919年10月4日公開

- 『豪傑児雷也』 : 監督牧野省三、1921年2月1日公開 - 月影郡領深雪之助、21分尺で現存（NFC所蔵[10]）
- 『実録忠臣蔵』 : 監督牧野省三、1921年3月10日公開 - 竹林唯七
- 『仮名手本忠臣蔵』 : 監督牧野省三、原作竹田出雲、1921年6月9日公開 - 斧定九郎
- 『荒木又右衛門 前篇』 : 監督池田富保、1922年1月6日公開 - 甚左衛門
- 『荒木又右衛門 後篇』 : 監督池田富保、1922年1月6日公開 - 甚左衛門
- 『文覚上人』 : 監督不明、1922年6月25日公開 - 為久
- 『柳生重兵衛漫遊紀』 : 監督不明、1922年10月29日公開 - 赤松覚左衛門
- 『雷電為右衛門』 : 監督不明、1922年12月21日公開[7][9]
- 『鳩使ひの女』 : 監督辻吉郎、1923年4月25日公開 - 河野但馬守
- 『名古屋山三』 : 監督不明、1923年7月26日公開 - 不破伴左衛門
- 『彦左の恋』 : 監督不明、1923年11月21日公開 - 詫間玄蕃
- 『渡し守と武士』 : 監督池田富保、1924年1月7日公開 - 若林権七
- 『燃ゆる渦巻 前篇』（『燃ゆる渦巻 第一篇』[9]） : 監督池田富保、原作前田曙山、1924年1月7日公開 - 近藤勇
- 『拳骨と忍術の漫遊』 : 監督築山光吉、原作高橋筑峰、1924年1月14日公開 - 悪漢正助
- 『富士八郎』 : 監督小林弥六、原作船橋碧川（舟橋碧川）、1924年2月7日公開 - 入船長次郎
- 『雨の山寺』 : 監督小林弥六、原作林義子、1924年2月24日公開 - 大沼源久郎
- 『寿命の火 前後篇』 : 監督池田富保、1924年3月1日公開
- 『燃ゆる渦巻 中篇』（『燃ゆる渦巻 第二篇』[9]） : 監督池田富保、原作前田曙山、1924年3月14日公開 - 土方歳三
- 『武士の果』 : 監督辻吉郎、1924年4月3日公開
- 『和助の兄』 : 監督池田富保、1924年4月10日公開 - 茅野玄右衛門
- 『花春遠山桜 前篇』[9] : 監督辻吉郎、原作悟道軒円玉、1924年4月10日公開 - 子分権太
- 『宮本武蔵』[7][9]（『宮本無三四』[7]） : 監督小林弥六、1924年5月8日公開
- 『燃ゆる渦巻 第三篇』 : 監督池田富保、原作前田曙山、1924年5月9日[7]（3月21日[9]）公開 - 近藤勇
- 『三日月次郎吉』 : 監督築山光吉、1924年6月12日公開 - 旗本 鳥井権三郎
- 『燃ゆる渦巻 終篇』（『燃ゆる渦巻 第四篇』[9]） : 監督池田富保、原作前田曙山、1924年6月14日[7]（3月28日[9]）公開 - 近藤勇
- 『花の春遠山桜 前後篇』（『花春遠山桜 後篇』[9]） : 監督辻吉郎、原作悟道軒円玉、1924年6月19日公開 - 子分権太
- 『二見の仇討』 : 監督小林弥六、1924年6月21日公開 - 井上重四郎
- 『燃ゆる渦巻 第四篇』 : 監督池田富保、1924年7月1日公開 - 近藤勇
- 『鬼作左衛門の娘』 : 監督池田富保、1924年8月1日公開 - 八田孫兵衛
- 『赤垣源蔵』 : 監督辻吉郎、1924年9月1日公開 - 竹林唯七
- 『勤王烈婦 孝女村岡』[7]（『孝女村岡』[9]、改題『幕末巷談 錦の旗挙』[7]） : 監督池田富保、1924年10月5日公開 - 鵜飼吉左衛門（鵜飼吉右衛門[9]）
- 『血染の纏』 : 監督築山光吉、1924年10月12日公開 - 荘柄の権次
- 『南海の哀話』 : 監督辻吉郎、1924年11月20日公開 - 海賊灘右衛門
- 『塙の首掛け』 : 監督池田富保、1924年12月25日公開 - 満金
- 『岩見重太郎』 : 監督池田富保、1924年12月31日公開 - 広瀬軍左衛門
- 『義侠の一生』 : 監督築山光吉、1924年製作・公開
- 『毛剃九右衛門』 : 監督築山光吉、1924年製作・1925年3月10日公開 - 目明新太
- 『白藤権八郎 前篇 鍛錬の巻』 : 監督池田富保、1925年1月5日公開 - 堀田将監
- 『白藤権八郎 後篇 剣人の巻』 : 監督池田富保、1925年1月10日公開 - 堀田将監

- 『国定忠次 第一篇』 : 監督森要、製作・配給帝国キネマ演芸、1925年2月3日公開
- 『国定忠次 第二篇』 : 監督森要、製作・配給帝国キネマ演芸、1925年2月11日公開

### 日活京都撮影所第一部

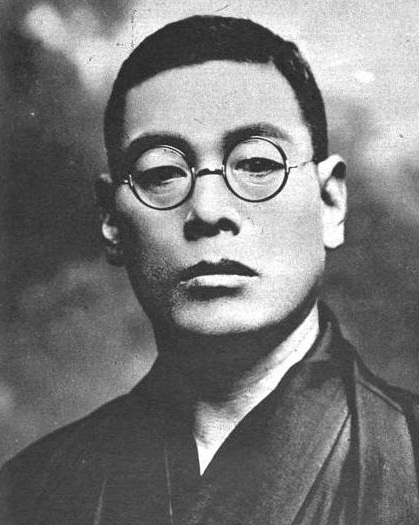
1925年（大正14年）、満47歳ころの写真。

すべて製作は「日活京都撮影所第一部」（時代劇部）、配給は「日活」、すべてサイレント映画である。
- 『高阪甚内』 : 監督辻吉郎、1925年2月22日公開 - 仲間七造
- 『慕ひ行く影 前篇』 : 監督波多野安正、原作前田曙山、脚色林義子、1925年2月28日公開 - 亭主熊蔵
- 『慕ひ行く影 後篇』 : 監督高橋寿康、原作前田曙山、脚色林義子、1925年3月7日公開 - 亭主熊蔵
- 『芥川孝子の仇討』 : 監督築山光吉、原案・考証・風俗指導江馬務、脚本清水竜之介、1925年5月29日公開 - 下僕平助
- 『落花の舞 終篇』 : 監督池田富保、原作前田曙山、1925年6月19日公開 - 清水正一郎
- 『珍な大名』 : 監督築山光吉、原作江見水蔭、脚色高橋寿康、1925年6月26日公開 - 奸臣・原輪黒左エ門
- 『寺小屋 菅原伝授手習鑑』（『寺小屋』[9]） : 監督池田富保、1925年7月1日公開 - 松王丸（主演）
- 『児來也』 : 監督池田富保、1925年7月14日公開 - 部下 筑紫の金蔵
- 『鞍馬天狗 第一篇』（『鞍馬天狗 前篇』[9]） : 監督公木之雄（尾上松之助）、原作大佛次郎、脚色林義子、1925年8月31日公開 - 落合兵馬
- 『原田甲斐』 : 監督築山光吉、1925年製作・公開 - 原田甲斐（主演）
- 『新撰組 後篇』 : 監督辻吉郎、原作白井喬二、脚色野村雅延、1925年製作・公開 - 近藤勇

### 日活大将軍撮影所
すべて製作は「日活大将軍撮影所」（時代劇部）、配給は「日活」、すべてサイレント映画である。
- 『鞍馬天狗 中篇』[9] : 監督高橋寿康、原作大佛次郎、脚色林義子、1925年9月10日公開 - 藤倉兵馬
- 『筑波鋭之助』 : 監督小林弥六、原作野村雅延、1925年9月23日公開 - 忰甲子太郎
- 『乞食と大名』 : 監督小林弥六、1925年9月30日公開 - 大山内膳
- 『狂へる漂人』 : 監督小林弥六、原作池田富保、1925年10月6日公開 - 代官・横井仙造
- 『荒木又右衛門』 : 監督池田富保、1925年11月1日公開 - 桜井甚左衛門
- 『地獄に落ちた光秀』（『地獄に墜ちた光秀』[9]） : 監督辻吉郎、原作・脚色中山呑海、1926年1月15日公開 - 安田作兵衛
- 『佐野鹿十郎』 : 監督辻吉郎、1926年1月22日公開
- 『虚無僧』 : 監督波多野安正、1926年1月22日公開 - 矢沢大次郎
- 『白井権八』[7][9]（『長兵衛と権八』[9]） : 監督波多野安正、1926年2月3日公開 - 水野十郎左衛門
- 『実録忠臣蔵 天の巻 地の巻 人の巻』 : 監督池田富保、1926年4月1日公開 - 堀部安兵衛武庸
- 『その後の三郎丸』 : 監督辻吉郎、1926年4月29日公開 - 権太
- 『敵討日月草紙 前篇』 : 監督波多野安正、原作三上於菟吉、1926年5月6日公開 - 広津甲斐守（六津甲斐守[9]）
- 『忍術一夜大名』 : 監督高橋寿康、1926年5月13日公開 - 荒波三四郎
- 『敵討日月草紙 後篇』 : 監督波多野安正、原作三上於菟吉、1926年5月13日公開 - 大津甲斐守（六津甲斐守[9]）
- 『増補改訂忠臣蔵 天の巻 地の巻 人の巻』 : 監督池田富保、1927年9月1日公開 - 堀部安兵衛武庸

### マキノプロダクション御室撮影所
すべて製作は「マキノプロダクション御室撮影所」、配給は「マキノ・プロダクション」、すべてサイレント映画である。
- 『鳴門秘帖 第三篇』 : 監督沼田紅緑、原作吉川英治、脚色西條照太郎、1927年2月9日公開 - 甲賀世阿弥
- 『万花地獄 第一篇』 : 監督中島宝三、原作吉川英治、脚色中島宝三、1927年5月6日公開 - 研師定八
- 『鳴門秘帖 第四篇』 : 監督城戸品郎、原作吉川英治、脚色西條照太郎、1927年5月27日公開 - 甲賀世阿弥
- 『鳴門秘帖 第五篇』 : 監督城戸品郎、原作吉川英治、脚色西條照太郎、1927年6月3日公開 - 甲賀世阿弥
- 『万花地獄 第二篇』 : 監督中島宝三、原作吉川英治、脚色中島宝三、1927年6月10日公開 - 研師定八
- 『鳴門秘帖 第六篇』 : 監督城戸品郎、原作吉川英治、脚色西條照太郎、1927年7月14日公開 - 甲賀世阿弥
- 『鳴門秘帖 最終篇』 : 監督城戸品郎、原作吉川英治、脚色西條照太郎、1927年9月15日公開 - 甲賀世阿弥
- 『万花地獄 第四篇』 : 監督中島宝三、原作吉川英治、脚色中島宝三、1927年9月23日公開 - 研師定八
- 『お江戸日本橋』 : 監督曾根純三、原作・脚色椎名良太、1927年12月1日公開 - 用人山地主膳
- 『万花地獄 第五篇』 : 監督押本七之助、原作吉川英治、脚色中島宝三、1928年3月1日公開 - 研師定八
- 『忠魂義烈 実録忠臣蔵』 : 監督マキノ省三（牧野省三）、脚本山上伊太郎・西条照太郎、1928年3月14日公開 - 早水藤左衛門満堯、78分尺で現存（NFC所蔵[10]） / 65分尺で現存（マツダ映画社蔵[14]） / 17分尺で現存（日本名作劇場DVD）
- 『つづれ烏羽玉 第一篇』 : 監督稲葉蛟児、原作林不忘、脚色物部晋太郎・松本有義、1928年11月1日公開 - その乾分 御免安
- 『君恋し』 : 監督川浪良太、原案・脚本陣出達男、1929年3月8日公開 - 平蔵
- 『異説 清水一角』 : 監督二川文太郎、原作・脚色寿々喜多呂九平、1929年3月31日公開 - 吉良上野介
- 『吉良の浪士 和久半太夫』 : 監督・原作押本七之輔（押本七之助）、1929年5月10日公開
- 『大逆倫』 : 監督勝見正義、製作勝見庸太郎プロダクション、配給マキノプロダクション、1929年11月22日公開 - 伊達上野